# Čerigul
Koordinati:   43°43′39″N, 15°36′39″E
Čerigul je majhen nenaseljen otoček v Jadranskem morju. Pripada Hrvaški.
Čerigul leži ZSZ od otoka Kaprije; od istoimenskega rta na otoku Kaprije je oddaljen okoli 5 km, Površina otočka meri 0,016 km. Dolžina obalnega pasu je 0,45 km. Najvišja točka na otočku je visoka 7 mnm.